# 3 ночи в пустыне
«3 ночи в пустыне» (англ. 3 Nights in the Desert) — американский драматический фильм, снятый режиссёром Гэбриэлем Коуэном в 2014 году. Главные роли исполнили Уэс Бентли, Винсент Пьяцца и Эмбер Тэмблин. Премьера состоялась 4 января 2014 года на Международном кинофестивале в Палм-Спрингсе, а позже, 18 октября, в городах-побратимах. В 2015 году фильм был выпущен ограниченным тиражом.

## Синопсис
В фильме рассказывается о трёх бывших друзьях, которые решают отпраздновать 30-летие со дня знакомства и создания собственной рок-группы.

## Роли
- Уэс Бентли.
- Эмбер Тэмблин.
- Винсент Пьяцца.

## Премьера и критика
Фильм вышел в прокат в США в начале 2015 года, а позже был выпущен на DVD и VOD ограниченным тиражом.
На агрегаторе Rotten Tomatoes 40 % из пяти критиков положительно оценили фильм, а средняя оценка составляет 4 балла (8 / 10). Деннис Харви из Variety написал: «Персонажи в диалогах слишком редко избегают клише, но это выглядит смотрибельно и незабываемо». Стивен Фарбер из The Hollywood Reporter не оценил картину: «Эта безвкусная драма о воссоединении друзей не сможет взлететь».